# Apple Records
Apple Records bildades som The Beatles eget skivmärke. Apple Records grundades år 1968 och den första skivan som kom ut på skivmärket var The Beatles självbetitlade album (The White Album). Men syftet var också att ge ut artister som Beatlesmedlemmarna tyckte om och som inte hade något skivkontrakt. Man känner igen skivmärket på det karaktäristiska äpplet (Granny Smith) på skivetiketten, som är helt på A-sidan, men delat på B-sidan av skivorna.
Följande artister gavs ut på skivbolaget (förutom Beatles): Badfinger, Bill Elliot & Elastic Oz Band, Billy Preston, Black Dyke Mills Band, Chris Hodge, David Peel & The Lower East Side, Doris Troy, Elephant's Memory, George Harrison, Hot Chocolate (Band), Jackie Lomax, James Taylor, John Lennon, John Tavener, Lon & Derrek van Eaton, Mary Hopkin, Modern Jazz Quartet, Paul McCartney, Plastic Ono Band, Ravi Shankar, Ringo Starr, Ronnie Spector, The Iveys, The Radha Krsna Temple, The Sundown Playboys, (White) Trash, Wings och Yoko Ono.
Beatles-medlemmarna fortsatte ge ut skivor på märket även efter splittringen.
Apple Records och Apple Inc. har länge haft en rättstvist om namnet, eftersom Apple Records ansåg att Apple Inc. gjorde intrång på deras företagsnamn, varumärke och logotyp. År 1991 tog tvisten slut då båda parterna kom överens om att Apple Records skulle sälja musik och Apple Inc. skulle sälja datorer. År 2003 togs tvisten upp igen, då Apple Inc. började sälja musik med tjänsten iTunes Music Store. I februari 2007 lades tvisten ned igen.
Den 16 november 2010 släppte Apple Inc. och Apple Records samtliga The Beatles-album på iTunes Store.